# Aozou
Aozou est un village dans le nord du Tibesti au Tchad, donnant son nom à la bande d'Aozou.

## Géographie

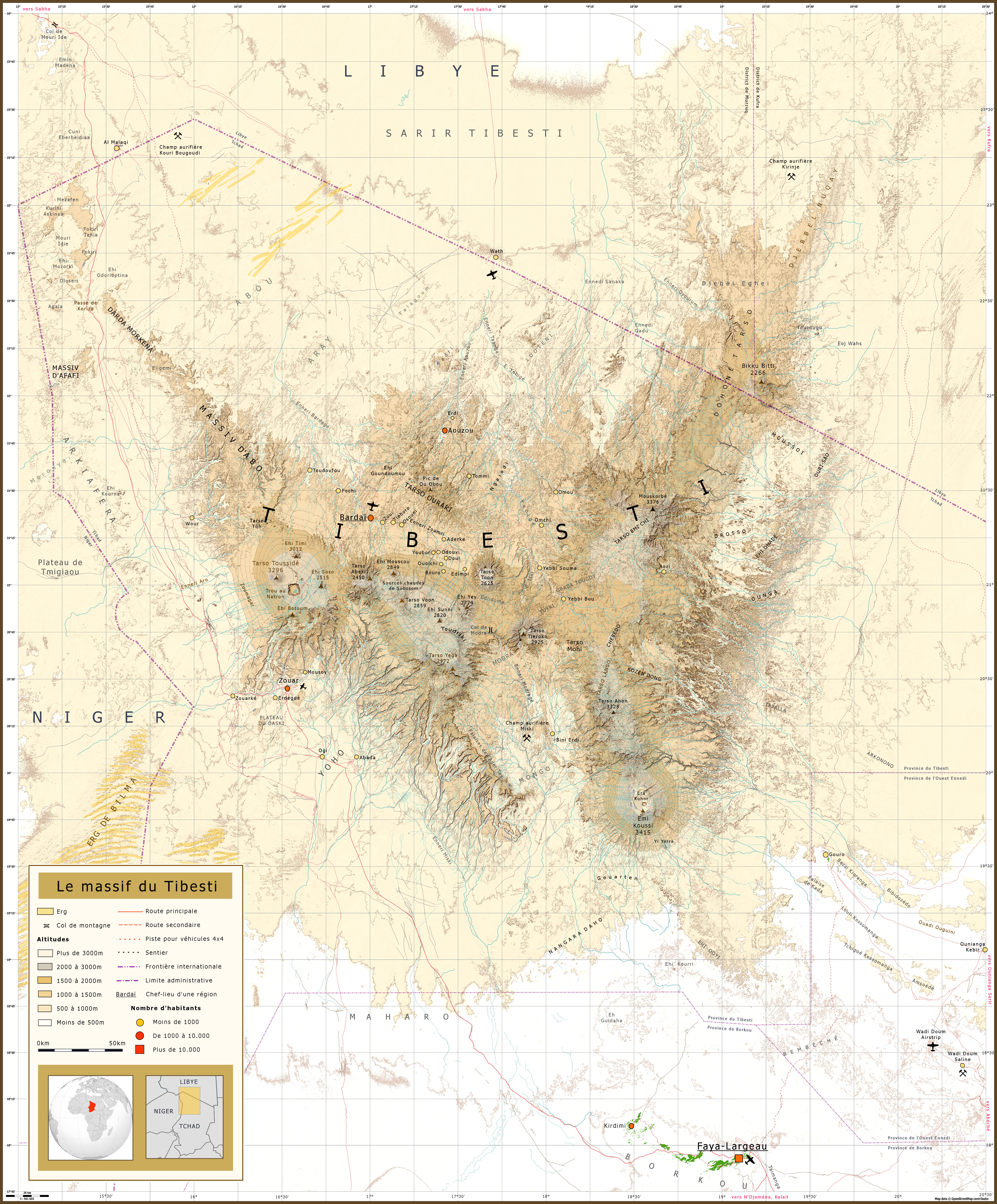
Carte du massif du Tibesti. Aozou est situé vers la limite nord du massif.

## Histoire
Le village avait une garnison de l'Armée Nationale Tchadienne (ANT) depuis l'indépendance ainsi qu'une garnison de la Garde Nomade, supplétive de l'armée. Le 5 mars 1969, les Gardes Nomades se mutinent, attaquent la garnison de l'armée et rallient les rebelles du Frolinat. Les militaires de l'ANT survivants s'enferment dans la garnison. Une colonne venant de Bardai les libère puis se replie. Aozou est définitivement abandonné par l'ANT. Le village est occupé par le Frolinat (CCFAN) jusqu'au début juin 1974 quand Hissène Habré et ses hommes sont forcés par les Libyens (installés en permanence depuis le printemps 1973) de le quitter. 
Le 8 août 1987, l'armée tchadienne (Hissène Habré est alors parvenu à la présidence) prend la ville, les affrontements tuant 500 Libyens et 100 Tchadiens. Le 28 août les Libyens reprennent le village.
Le village revient au Tchad en 1994 comme toute la bande d'Aozou.

## Population
Au début des années 1980, la population totale de la région d'Aouzou et de la vallée voisine de l'Enneri Yebige était estimée à environ 1 300 personnes.